# 2,5-dihidrofuran
2,5-dihidrofuranul este un compus heterociclic. Este un derivat hidrogenat de furan și un izomer de poziție al 2,3-dihidrofuranului. Este un lichid volatil incolor. Poate fi obținut printr-o reacție de transpoziție a epoxidului butadienei.